# Miklós Boskovits
Miklós Boskovits (Budapest, 26 luglio 1935 – Firenze, 19 dicembre 2011) è stato uno storico dell'arte ungherese.
Fu tra i più importanti studiosi dell'arte medievale italiana e, in particolare, toscana.

## Biografia
Studiò a Budapest, ma ostacolato dal regime comunista nei suoi spostamenti di studio, appena poté, nel 1968, lasciò il suo paese e si recò in Italia, senza un soldo. All'inizio venne aiutato da Carlo Volpe. Avvicinatosi a Roberto Longhi, nel 1977 divenne professore all'Università della Calabria.
Dal 1980 insegnò all'Università Cattolica del Sacro Cuore di Milano, ove rimase fino al 1995, quando venne chiamato a prendere il posto di Mina Gregori all'Università degli Studi di Firenze.
L'opera sua più importante è il Corpus of Florentine painting, iniziato nel 1930 dall'americano Richard Offner, che vi lavorò fino al 1965. Il lavoro fu portato avanti da Klara Steinweg, ma alla morte di questa il progetto rischiò di fermarsi. Fu quindi Boskovits nel 1984 a riprendere il lavoro, su incarico di Mina Gregori (i 30 volumi sono oggi editi da Sergio Giunti).
Fu l'estensore del catalogo delle opere d'arte del Museo Cristiano di Esztergom, unitamente al Museo delle Belle Arti (Szépmüvészeti Múzeum) di Budapest.
In seguito, curò il censimento dei dipinti dei italiani nei musei norvegesi (Frühe italianische Tafelbilder), della Gemäldegalerie di Berlino (scritta fra il 1977 e il 1980, e pubblicata nell' '88), della collezione del Museo Thyssen-Bornemisza (nel '90), seguita dalla collezione italiana della Galleria d'Arte Nazionale statunitense.
Curò i cataloghi per importanti mostre e per musei quali quelli della Galleria di Berlino (nel 1987) e della Collezione Thyssen Bornemisza (nel 1990).
Fu membro del comitato scientifico di numerose istituzioni (tra le quali il Kunsthistorisches Institut di Firenze, la Fondazione Roberto Longhi), e della redazione di riviste (quali Arte Cristiana, Paragone) e fece parte di giurie di premi (come il Premio "Lorenzo e Jacopo Salimbeni" per la storia e la critica dell'arte).
Dal 1998 fu membro esterno dell'Accademia ungherese delle scienze di Budapest.
Morì nel 2011 all'età di 76 anni. È sepolto nel Cimitero Monumentale della Misericordia dell'Antella, Comune di Bagno a Ripoli, provincia di Firenze.

## Opere
Monografie
- Miklós Boskovits, Miklós Mojzer e András Mucsi, Das Christliche Museum von Esztergom (Gran), Budapest: Verlag der Ungarischen Akademie der Wissenschaften, 1964.
- Miklós Boskovits, Tuscan Paintings of the Early Renaissance, Budapest: Corvina. 1965.
- Miklós Boskovits, Miklós Mojzer, and András Mucsi, Das Christliche Museum von Esztergom (Gran). Budapest: Verlag der Ungarischen Akademie der Wissenschaften, 1965.
- Miklós Boskovits, La scuola di Giotto, Milano, Fratelli Fabbri, 1966.
- Miklós Boskovits, Giovanni da Milano, Firenze, Sadea, Sansoni, 1966.
- Miklós Boskovits, Frühe italienische Tafelbilder, Budapest: Corvina. 1966.
- Miklós Boskovits, Pittura umbra e marchigiana fra Medioevo e Rinascimento: studi nella Galleria Nazionale di Perugia, Edam, 1973.
- Miklós Boskovits, Pittura fiorentina alla vigilia del Rinascimento, 1370-1400, Firenze, Edam, 1975.
- Miklós Boskovits, Puccio Capanna, Voce in Dizionario Biografico degli Italiani, Treccani, 1975.
- Miklós Boskovits, Ferrarese painting about 1450: some new arguments, in The Burlington Magazine, CXX, n. 903, 1978.
- Miklós Boskovits, Le chiese degli ordini mendicanti e la pittura ai primi del Trecento tra la Romagna e le Marche, in Arte e spiritualità negli ordini mendicanti, Roma, Árgos, 1992, 125-149.
- Miklós Boskovits, Immagini da meditare. Ricerche su dipinti di tema religioso nei secoli XII-XV, 1994, Milano, Vita e pensiero, ISBN 8834326644.
- Miklós Boskovits, Per Stefano da Ferrara, pittore trecentesco, in Hommage a Michel Laclotte: etudes sur la peinture du Moyen Age et de la Renaissance, Milano - Electa; Paris - Réunion des Musées Nationaux, pp. 56–67, 1994 ISBN 2711831167.
- Miklós Boskovits, Giorgio Fossaluzza, La collezione Cagnola. I dipinti, Nomos Edizioni, Busto Arsizio, 1998.
- Miklós Boskovits, Giotto: un artista poco conosciuto?, in Angelo Tartuferi (a cura di), Giotto. Bilancio critico di sessant'anni di studi e ricerche, catalogo mostra Firenze Galleria dell'Accademia, Firenze, Giunti, 2000, ISBN 8809016874.
- Miklós Boskovits, Giotto di Bondone, Voce in Dizionario Biografico degli Italiani, Treccani, 2001.
- Miklós Boskovits e David Alan Brown, Italian Paintings of the Fifteenth Century, Oxford University Press, 2004.

Voci enciclopediche
- Miklós Boskovits, Giovanni Bonsi, Voce in Dizionario Biografico degli Italiani, Treccani, 1971.
- Miklós Boskovits, Andrea di Piero Braccini, Voce in Dizionario Biografico degli Italiani, Treccani, 1971.
- Miklós Boskovits, Atto di Piero Braccini, Voce in Dizionario Biografico degli Italiani, Treccani, 1971.
- Miklós Boskovits, Cenni di Pepe (Pepo), detto Cimabue, Voce in Dizionario Biografico degli Italiani, Treccani, 1979.
- Miklós Boskovits, Naddo Ceccarelli, Voce in Dizionario Biografico degli Italiani, Treccani, 1979.
- Miklós Boskovits, Cecco di Pietro, Voce in Dizionario Biografico degli Italiani, Treccani, 1979.
- Miklós Boskovits, Coppo di Marcovaldo (Coppus Alarcoaldi), Voce in Dizionario Biografico degli Italiani, Treccani, 1983.
- Miklós Boskovits, Giovanni Cristiani, Voce in Dizionario Biografico degli Italiani, Treccani, 1985.

Biografia-monografie
- Francesco Frangi, Stefania Buganza e Szépművészeti Múzeum, Dipinti in Valpadana tra Medioevo e Rinascimento. Studi al museo di Belle Arti di Budapest in ricordo di Miklós Boskovits, Saggi e ricerche, Segrate, Scalpendi, 15 ottobre 2013, ISBN 9788889546208, OCLC 931487324. URL consultato il 6 luglio 2022 (archiviato il 25 luglio 2019).[9][10]

### Riferimenti
1. ↑   Ricordando Miklós Boskovits, su Il Giornale dell’Arte, 22 dicembre 2011. URL consultato il 25 luglio 2019 (archiviato il 17 dicembre 2016).
2. ↑  (HU) Boskovits, Miklós, Miklós Mojzer e András Mucsi, Az esztergomi Keresztény Múzeum képtára, Budapest, Akadémiai Kiadó, 1964., titolo tradotto "The picture gallery of the Christian Museum in Esztergom";  Boskovits, Miklós, Miklós Mojzer e András Mucsi, Das Christliche Museum von Esztergom (Gran), 2ª (riveduta), Budapest, Verlag der Ungarischen Akademie der Wissenschaften, 1967.
3. ↑  (EN, DE) Miklós Boskovits, Early Italian Panel Paintings, Budapest, 1966., citato da  Dóra Sallay (Museo Cristiano, Estergom), Dipinti senesi in Ungheria: Vicende storiche e nuove ricerche, in Accademia dei Rozzi, XIV, n. 28, 2008,  p. 3.
4. ↑   Mina Gregori e Enrica Neri Lusanna, Miklós Boskovits (1935—2011), in Mitteilungen des Kunsthistorischen Institutes in Florenz, 54, 3 (2010-2012), Firenze, Kunsthistorisches Institut in Florenz, Max-Planck-Institut,  pp. 551-554, ISSN 0342-1201 (WC · ACNP), JSTOR 23349726, OCLC 5543795950. URL consultato il 14 luglio 2019 (archiviato il 14 luglio 2019).
5. ↑  (EN) In memoria di Miklós Boskovits, su nga.gov. URL consultato il 14 luglio 2019 (archiviato il 14 luglio 2019).
6. ↑  L'elenco completo dei contributi apparsi nel periodo 1983-2011 è pubblicato in Scritti di Miklós Boskovits in Arte Cristiana, Arte Cristiana n. 868, 2012, p. 78.
7. ↑   Bollettino d'arte, voll. 68-70, La Libreria dello Stato, 1991,  p. 208, OCLC 1536690. URL consultato il 25 luglio 2019 (archiviato il 25 luglio 2019). Ospitato su google., in merito al nome del Premio.
8. ↑   Autoritratti di artisti ungheresi, su La Stampa, 10 ottobre 2013. URL consultato il 25 luglio 2019 (archiviato il 25 luglio 2019).
9. ↑  Citato da  Tommaso Mozzati e Antonio Natali, Norma e capriccio. Spagnoli in Italia agli esordi della maniera moderna, Giunti, 2013,  p. 364, ISBN 9788809782808, OCLC 864288448. URL consultato il 25 luglio 2019 (archiviato il 25 luglio 2019).
10. ↑   Un maestro di storia dell’arte: Boskovits Miklós, su amicizia-italo-ungherese.blogspot.com, 13 febbraio 2014. URL consultato il 25 luglio 2019 (archiviato il 25 luglio 2019).